# 索契衝突
索契衝突是一场三方边界冲突，涉及反革命的白俄军队、红军和格鲁吉亚民主共和国，三方都力图控制黑海小镇索契，
通过英国调解下在俄罗斯和格鲁吉亚之间建立了目前的官方边界而结束。

## 背景
格鲁吉亚声称该地区在政治上由中世纪的格鲁吉亚王国在其声望和力量的鼎盛时期占据，然后由伊梅列季王国和阿布哈兹公国统治。1904 年 12 月 25 日沙皇下令将这个地区的一部分从苏呼米区（库泰斯省）分离出来，成为黑海省的一部分。该地区居住着大量亚美尼亚人和格鲁吉亚人。
然而，俄罗斯将军安东邓尼金和他的同事坚持认为，格鲁吉亚（虽然尚未得到白人或苏联领导人的承认）和白人控制的库班人民共和国之间的边界应该是前俄罗斯库泰斯省和黑海省之间的边界。

## 冲突
冲突之前发生在阿布哈兹的亲布尔什维克叛乱，这使得当地的阿布哈兹人民委员会请求格鲁吉亚民主共和国的援助并加入它（1918 年 6 月 8 日）。乔治亚·马兹尼亚什维利少将率领的格鲁吉亚军队部署在该地区，当地贵族提供的阿布哈兹骑兵也加入了该部队。马兹尼亚什维利在 6 月下旬击退了布尔什维克从索契发起的进攻，并按照阿布哈兹和格鲁吉亚当局的指示，向北推进，以摧毁为共产党士兵提供帮助的布尔什维克基地。
格鲁吉亚的军事行动在德国军事任务的鼓励下，占领了黑海沿岸的阿德勒（7 月 3 日）、索契（7 月 6 日）和图阿普塞（7 月 27 日）。
最初，格鲁吉亚将白军视为对抗布尔什维克的共同威胁的盟友。然而，这种合作很快就因邓尼金呼吁将高加索地区作为其组成部分重新统一的“大俄罗斯”而蒙上阴影。
9 月初，格鲁吉亚人被撤退的红塔曼军队赶出图阿普塞，在耶皮凡·科夫秋克的指挥下，并被邓尼金的部队追击。很快，白军于 9 月 8 日控制了该镇，迫使布尔什维克进一步向阿马维尔撤退。
9 月 18 日，索契市议会（一个由当地孟什维克和社会革命党于 8 月组成的立法机构）宣布将该市及其辖区为格鲁吉亚民主共和国所管辖，作为应对列宁和邓尼金威胁的“临时措施”。 格鲁吉亚紧随其后的吞并此地，引起了白军领导人的强烈抗议。
1918 年 9 月 25 日，白军领导人和格鲁吉亚民主共和国代表在叶卡捷琳诺达尔会面，寻求和平解决争端。邓尼金要求格鲁吉亚人撤回到 布兹皮河。格鲁吉亚不同意，所以没有达成协议，第二天白军停止了谈判。同一天，邓尼金在索契北郊攻占了拉扎列夫斯卡亚，但直到红军在北高加索被击败之前，他都无法完全控制该地区。
1919 年 2 月 6 日，格鲁吉亚军队在其指挥官科尼亚什维利将军（Koniashvili）的带领下被迫返回布兹皮河，他的参谋在加格拉被俄罗斯人俘虏。格鲁吉亚派出增援部队，但英国人代表们介入，在布兹皮沿线建立了一条分界线。被俘的格鲁吉亚军官被释放
1919 年 2 月，俄罗斯军队进入索契。
1919 年 3 月 14 日，一个格鲁吉亚代表团在巴黎和平会议上提出了该国边界的项目，在该项目中，它要求将前黑海省的一部分划入图阿普塞镇东南 14 公里处的小然而，谈判没有成功。
1919 年 4 月 12 日，驻扎在苏呼米的格鲁吉亚人民卫队和马兹尼亚什维利将军领导的军队发动了反攻。他们避开了普苏河的英国维和哨所，在一场血腥冲突后重新夺回了加格拉，并与“绿色”俄罗斯游击队合作，搬到了梅哈迪里。然而，英国的干预阻止了格鲁吉亚的前进。在阿德勒以南的普苏河上建立了一条新的分界线。沿着边境，一支英国远征军驻扎在该地以防止战争进一步爆发。5月23日至24日，格鲁吉亚、俄罗斯和英国代表在第比利斯会面寻求和平解决方案。事实上，这就是冲突的结束。然而，偶尔会发生小规模冲突，直到 1919 年末。
沿着普苏河建立目前的俄罗斯-格鲁吉亚官方边界是索契冲突的主要结果。俄罗斯苏维埃联邦社会主义共和国（1920 年 5 月）和协约国（1921 年 1 月）在法律上承认了新边界。